# Karl Paul Andrae
Karl Paul Andrae (* 6. Oktober 1886 in Dresden; † 13. Februar 1945 ebenda) war ein deutscher Architekt und Künstler, der in Dresden tätig war. Andrae war in seiner Architekturauffassung ein Vertreter der neoklassizistischen Architektur mit Tendenz zur Moderne.
Andrae studierte bis 1907 an der Baugewerkschule Dresden und von 1908 bis 1910 an der Technischen Hochschule Dresden. Anschließend, von 1909 bis 1911, studierte er bei Paul Wallot an der Dresdner Kunstakademie. Er war Mitglied im Sammlerkreis Dresden und gehörte dem Vorstand der Dresdner Kunstgenossenschaft an. 1919 unterzeichnete er u. a. das Manifest des Arbeitsrates für Kunst und nahm an dessen Ausstellung für unbekannte Architekten teil und war freier Mitarbeiter, u. a. in Dresden.
Ab Mitte der 1920er Jahre arbeitete er bis 1928 als künstlerischer Berater des Hochbauamtes der Stadt Dresden und leitender Mitarbeiter des Baudirektors Carl Hirschmann und war als Dresdner Hochhausvisionär deutschlandweit bekannt, was mit der 1913–1916 entstandenen Zeichnungssammlung Das größere Berlin  begann.
Nachdem Herbert Conert, der Andrae schätzte, ab 1936 die städtische Bauverwaltung übernahm, stellte er ihn 1937 als Mitarbeiter der Stadtbauverwaltung ein. Andrae übernahm große Teile der Entwurfsbearbeitung für das Neue Königsufer, ein Sportforum im Ostragehege und ein Kulturforum im Speicherbereich der Altstadt, letztere beide als Monumentalentwürfe, was jedoch nie realisiert wurde.
Andrae lebte in der Seevorstadt (Mosczinskystraße 21) und kam bei dem Luftangriff des 13. Februar 1945 in seinem Wohnhaus um.

## Bauten (Auswahl)

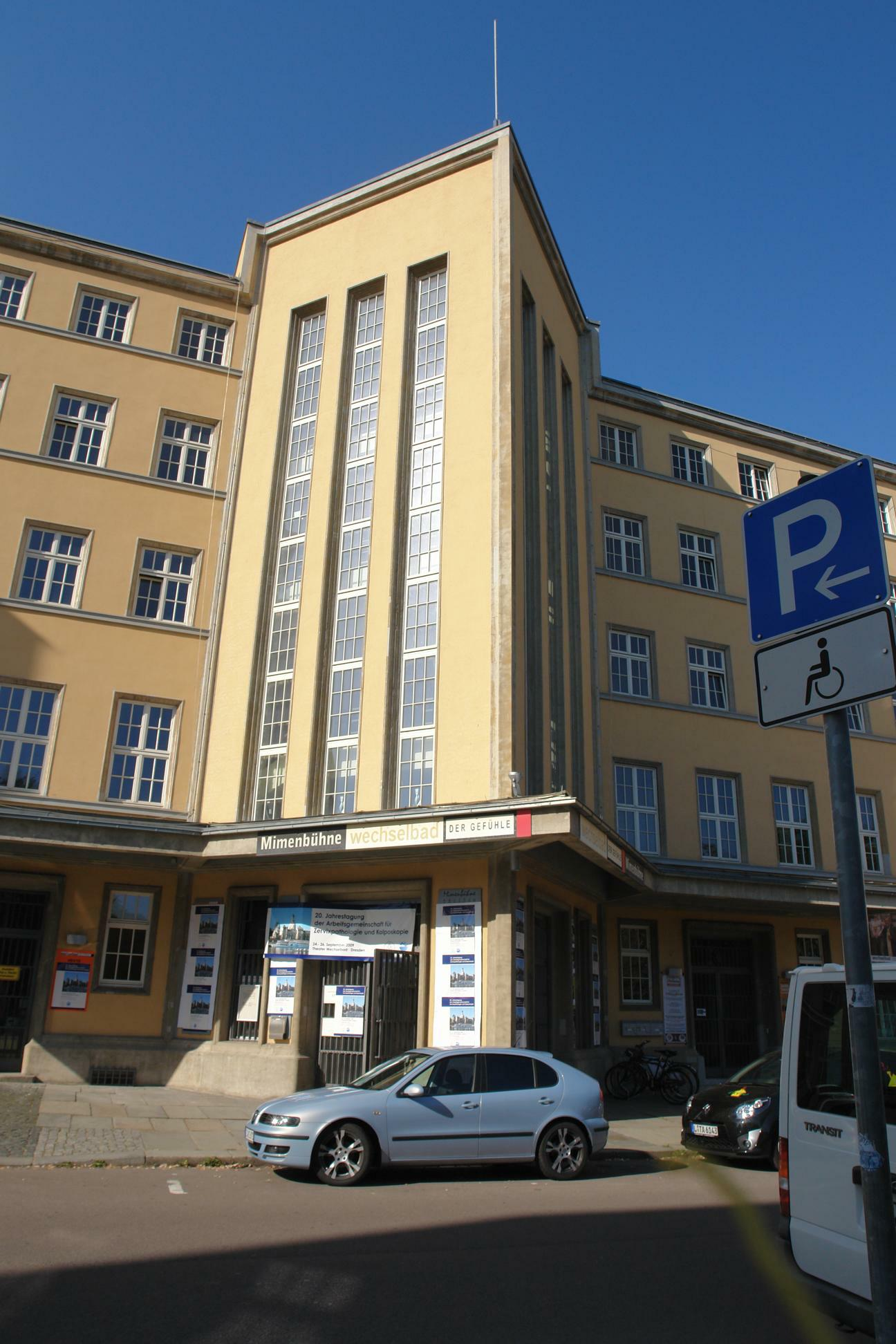
Ehemaliger Öffentlicher Arbeitsnachweis Dresden

Von Karl Paul Andrae sind eine Reihe von Plänen und Entwürfen überliefert, von denen jedoch nur wenig ausgeführt wurde. Dazu gehören u. a.:
- 1925–1926: Öffentlicher Arbeitsnachweis in Dresden, Maternistraße
- 1936: Innenausstattung des Restaurants Narrenhäusel in Dresden
- 1936: Glockenspielpavillon (damals auch Milchpavillon genannt) am Japanischen Palais in Dresden